# Daguerrotypie

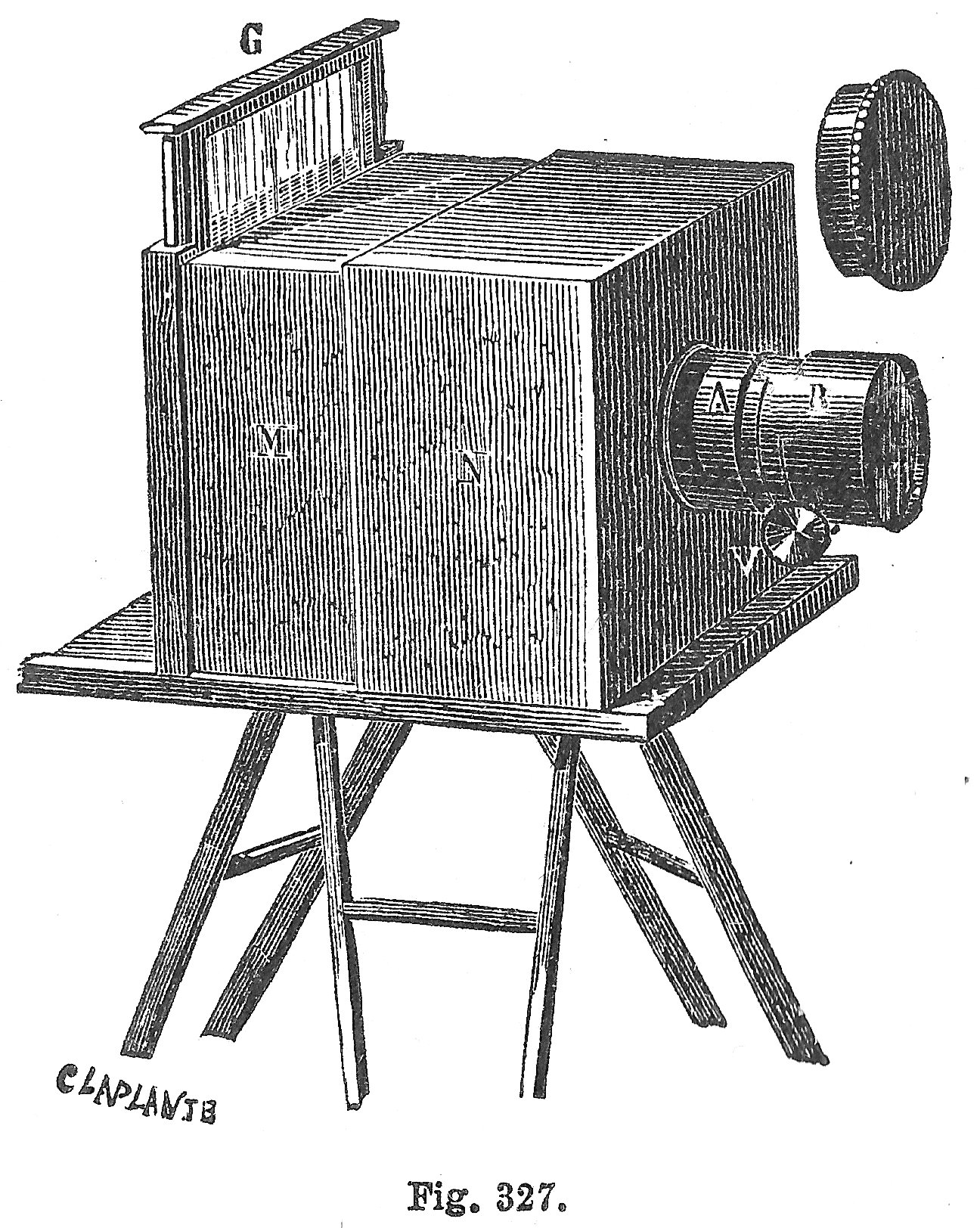
Daguerrotypická kamera

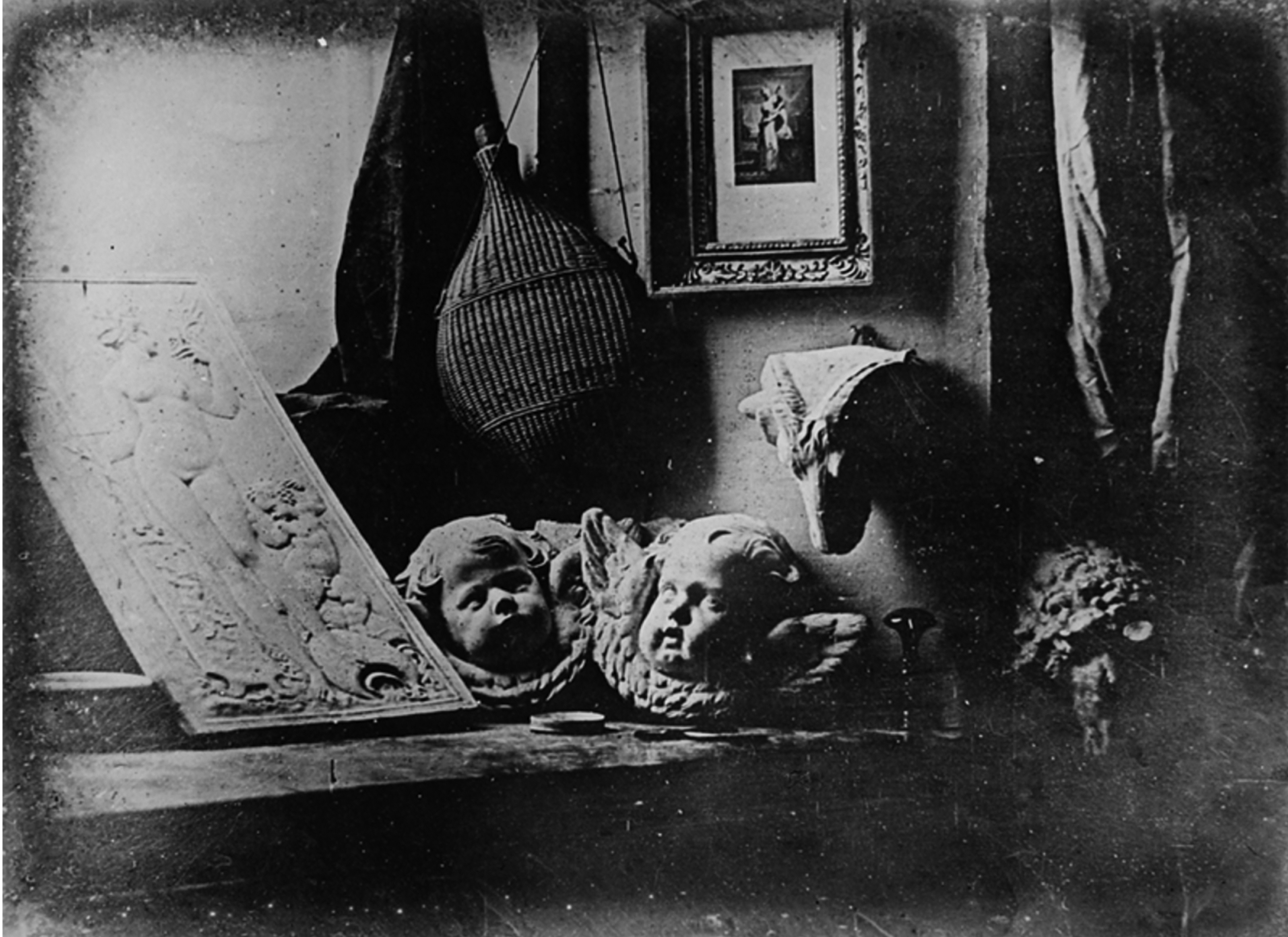
Nejstarší dochovaná daguerrotypie z roku 1837, autor: Louis Daguerre

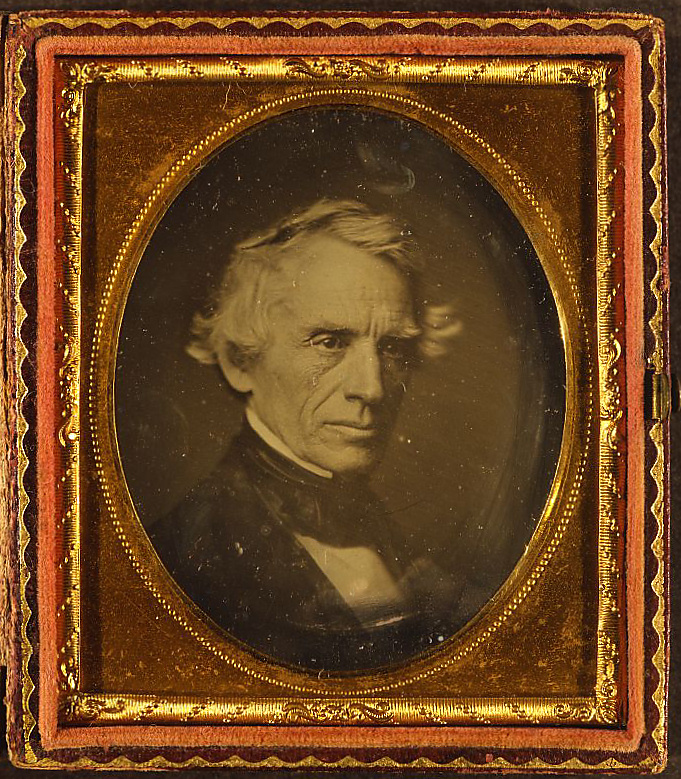
Samuel F. B. Morse, daguerrotypie ve zlatém rámečku, 1845

Daguerrotypie (francouzsky le daguerréotype, anglicky daguerreotype) je první prakticky užívaný komplexní fotografický proces. Vynalezl ji a pojmenoval francouzský výtvarník a vynálezce Louis Daguerre po 23 let dlouhém výzkumu, který úspěšně završil v roce 1839.
Francouzská vláda vynález od Daguerra a Isidora Niepce (syna zemřelého Nicéphora Niepceho, Daguerrova předchůdce a spolupracovníka) odkoupila výměnou za doživotní rentu. Dne 19. srpna 1839 pak Francouzská akademie věd na slavnostním zasedání darovala daguerrotypii celému světu bez nároku na odměnu. Ovšem s výjimkou Velké Británie, kde si o pět dnů dříve Daguerre v zastoupení nechal svůj objev patentovat. Velká Británie měla být jediným státem, ve kterém měl patent platit, jediný, kdo ji mohl volně používat byl pouze Daguerrův student, Francouz Antoine Claudet.
Citlivost procesu daguerrotypie vylepšil právě tento Daguerrův student Antoine Claudet pomocí chloru (namísto bromu) a navíc kromě jódu získal větší rychlost chemické akce – tedy kratší expoziční čas. Také vynalezl červené (bezpečné) osvětlení fotografické temné komory.
| „               | Dobrá daguerrotypie má – díky dlouhé době expozice – tak něžný a měkký charakter, jaký podle mého názoru pozdější fotografie už nikdy neskýtala. | “ |
| — Neznámý autor | |   |

## Postup daguerrotypie
Technika daguerrotypie se skládá ze tří relativně samostatných principů:
První z nich (médium citlivé na světlo díky jodidu stříbrnému) objevil Daguerre už někdy po roce 1816. Druhý (vyvolání latentního obrazu parami rtuti) roku 1837 a třetí (ustálení obrazu – nejprve pomocí chloridu sodného, později zdokonalené užitím thiosíranu sodného) roku 1838.

### Médium
Jako médium se užívala destička ze stříbra, nebo silně postříbřené mědi. Musela být dokonale hladká a leštěná do vysokého lesku. Destička se vložila do zvláštní skříňky nad misku s krystaly jódu. Zde postupně zežloutla a nakonec zmodrala, jak se její tenká povrchová vrstva působením par jódu měnila na jodid stříbrný v chemické reakci:
2 Ag + I2 → 2 AgI
V této fázi již byla destička citlivá na světlo. Daguerrotypista ji musel potmě založit do dřevěného pouzdra a v něm zasunout do camery obscury.

### Expozice
Osvícení trvalo podle intenzity světla od několika minut po několik hodin. Světlo na destičce redukovalo jodid stříbrný zpět v elementární stříbro (které potom mělo černou nebo tmavohnědou barvu), a to následujícím způsobem: jakmile foton zasáhne krystal jodidu stříbrného, vyrazí z iontové mřížky elektrony. Volné elektrony se shlukují ve strukturních poruchách krystalu, přitahují k sobě stříbrné kationty Ag+ a neutralizují jejich elektrický náboj.

### Vývojka
Exponovaná destička pak byla v temnotě přenesena do další skříňky, kde na ni působily páry rtuti. Ty na osvětlených místech vytvořily se stříbrem amalgám mléčně bílé barvy. Daguerrotypista sledoval vykreslování obrazu zvláštním okénkem a v pravou chvíli desku vyňal.

### Ustalovač
Nakonec bylo třeba destičku vložit do roztoku thiosíranu sodného Na2S2O3. Thiosíran s amalgámem nereaguje, ale se stříbrnými kationty Ag+ z jodidu stříbrného (který zůstal na neosvětlených místech) vytváří rozpustný komplex [Ag(S2O3)]− a ten se pak z destičky smyje do roztoku.
Cílem ustalování bylo odstranit zbylé, dosud nedotčené halogenidy stříbra, které by jinak na světle obraz i nadále rozkládaly a způsobovaly jeho tmavnutí a zánik. Do roku 1840 se ustalování dělalo horkým nasyceným roztokem kuchyňské soli.

### Adjustace
Tím byla daguerrotypie konečně hotova, destičku však bylo nutné opatrně usušit a ihned zasklít - sebemenší dotek totiž setřel vrstvičku amalgámu a obrázek zničil.

## Výhody a nevýhody

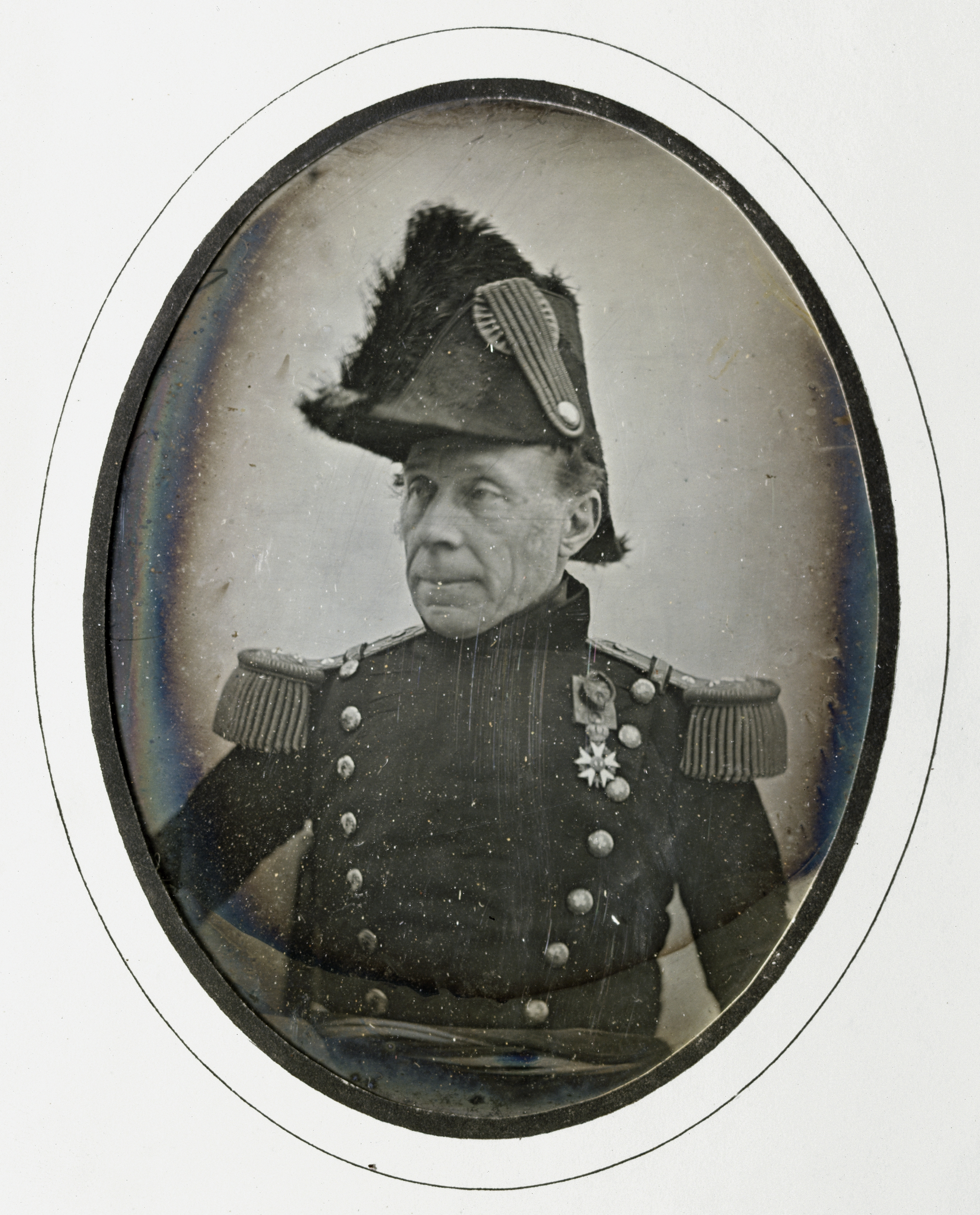
Daguerrotypie generála Guillaume-Henri Dufoura (1850)

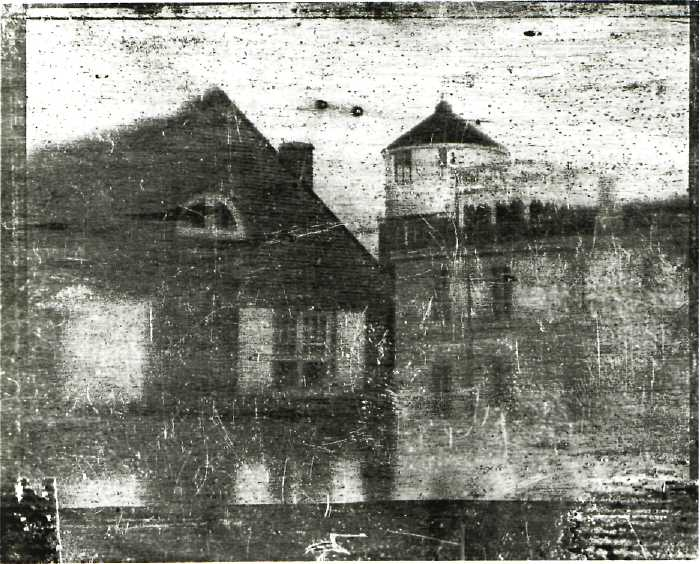
Joseph Saxton: Centrální střední škola ve Filadelfii, (anglicky: Philadelphia Central High School), 25. září 1839; první daguerrotypie pořízená v USA

Daguerrotypie byla první svého druhu, proto se během krátké doby rozšířila po celém světě (s výjimkou Velké Británie) a stala se velkou módou, téměř mánií. Daguerrotypisté se nepovažovali za řemeslníky, ale za skutečné umělce.
Daguerrotypie však měla řadu nevýhod: Především byla drahá a náročná. Také neumožňovala kopírování, každý obrázek byl originál. Snímky měly malé rozměry a byly špatně zřetelné, protože jejich tmavé plochy tvořilo stříbro, zatímco světlé amalgám. Původně byly viditelné jen pod určitým úhlem, což se později podařilo vylepšit tónováním zlatem (po roce 1840). Zlato dodalo daguerrotypiím teplejší tón, sametový nádech, vyšší kontrast i trvanlivost.
Při výrobě hrozila daguerrotypistovi otrava rtuťovými parami. Dlouhá doba expozice byla velmi nepohodlná pro zobrazované osoby, které se po celou dobu expozice nesměly ani hnout, dokonce ani mrknout. Používaly se proto různé držáky hlav, rukou i nohou, podobné mučicím nástrojům. Ateliéry se stavěly co nejvíce otevřené slunečnímu svitu, a někdy měly modrá skla, protože vrstva jodidu stříbrného byla nejcitlivější na modré světlo.

## Konec slávy
V roce 1841 Brit Henry Fox Talbot objevil techniku kalotypie, která dovolovala vytvořit z jediného negativu neomezené množství kopií a po ní přišly další, ještě dokonalejší metody. Daguerrotypie, bez možnosti dalšího vývoje, byla brzy opuštěna a stala se vlastně slepou uličkou dějin fotografie.
V přesnosti a jemnosti detailů i polotónů ji však překonala až archerotypie (tzv. mokrý kolodiový proces, Frederick Scott Archer 1851), v astronomii se však používala až do 80. let 19. století.

## Použití v praxi

### Zahraničí

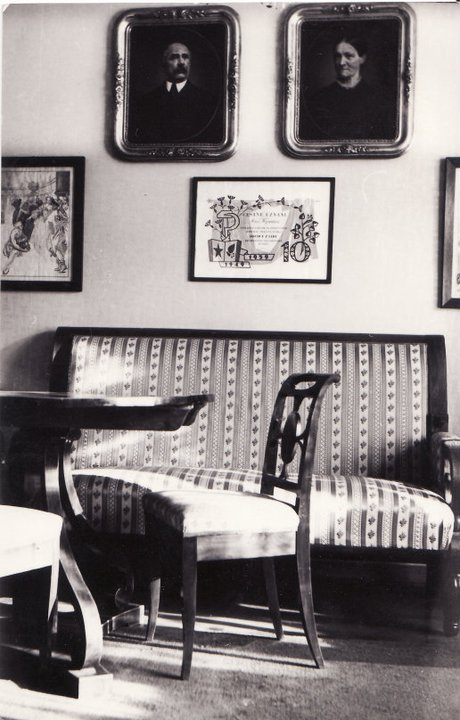
Daguerrotypie Atanáše Kopeckého, místopředsedy královéhradecké České hedvábnické jednoty, a jeho manželky Karolíny Kopecké roz. Voglové.

První daguerrotypii v USA pořídil Joseph Saxton dne 25. září 1839 (některé zdroje uvádějí 16. října) Zobrazuje Centrální střední školy ve Filadelfii, (anglicky: Philadelphia Central High School) a vznikla pouze jeden měsíc po vynálezu fotografie.
V roce 1843 nasnímal ruský fotograf a vynálezce Sergej Lvovič Levickij na Kavkaze město Pjatigorsk a přilehlé krajiny na velké daguerreotypické desky 30×40 cm a 24×30 cm, které byly vystaveny v roce 1849 slavným pařížským optikem Charlesem Chevalierem na pařížské výstavě Paris Exposition of the Second Republic jako reklama na jeho objektivy. Tyto fotografie obdržely na výstavě zlatou medaili, což bylo jedno z prvních ocenění, které bylo fotografii uděleno.

### Daguerrotypie na českém území

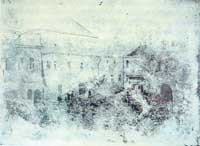
Ignác Florus Stašek: Pošta v Litomyšli, 1840, nejstarší česká dochovaná daguerrotypie

Původní snímek Královského paláce v Paříži z roku 1840, zhotovený osobně Daguerrem, se nachází ve fotografické sbírce Národního technického muzea. Další je zátiší z roku 1839 (Kynžvartská daguerrotypie), jež Daguerre osobně daroval rakouskému kancléři Metternichovi a Národnímu technickému muzeu ji zapůjčil Národní památkový ústav v Plzni do roku 2008.
Ignác Florus Stašek pořídil snímek s názvem Pošta v Litomyšli v roce 1840 a je považován za nejstarší dochovanou daguerrotypii českého autora.